# Фрідріх I (герцог Лотарингії)
Фрідріх (Феррі) I (нім. Friedrich I., фр. Ferry Ier; бл. 1143 — 7 квітня 1206) — герцог Лотарингії в 1205—1206 роках. Також розглядають його як Фрідріха IV, рахуючи від перших герцогів Верхньої Лотарингії.

## Життєпис
Походив з Лотаринзького дому. Другий син Матьє I, герцога Лотарингії, та Берти фон Гогенштауфен. Народився близько 1143 року. 1155 року отримав у користування сеньйорію Біч. Близько 1160 року оженився на представниці польського королівського роду П'ястів.
У 1176 році після смерті батька старший брат Симон II успадкував герцогство. Втім Фрідріх також висунув вимоги на правління в Лотарингії. При цьому його підтримала мати. На боці Симона II під час скликаної спеціальної асамблеї виступила місцева знать, яка підтвердила його права на герцогство. Він передав Фрідріху сеньйорію Біч в апанаж, але це не задовольнило того і він повстав. Боротьба за спадщину між братами тривала 3 роки. Зрештою в травні 1179 року між Симоном II та його братом було укладено договір в Рібемоні, за яким Лотарингія була розділена на 2 частини. Фрідріх отримав північну частину герцогства (німецькомовну), а Симон II — південну (франкомовну). Крім того Фрідріх отримав сеньйорії Жербев'є і Орм.
1180 року вступив у територіальну суперечку з Арно I де Вокуром, архієпископом Тріра. Втім у битві зазнав поразки, потрапивши разом зі старшим сином у полон.
У 1196 році Фрідріх домігся від імператора Генріха VI Гогенштауфена титулу герцога Біча, Зірка, Орма і Гербевіля. Звільнився в обмін на передачу архієпископу замку Зірсбург.
У 1205 році Симон II зрікся влади на користь сина Фрідріха, але той не прийняв цього. Невдовзі сам оголосив себе герцогом Лотарингії. Втім 1206 року раптово помер. Йому спадкував старший син Фрідріх II.

## Родина
Дружина — Людмила, донька Мешко ІІІ, князя Великої Польщі.
Діти:
- Фрідріх (бл. 1162—1213), герцог Лотарингії
- Матьє (1170—1217), єпископ Туля
- Пилип (д/н—1243), сеньйор де Жербев'є, Дамелевіер і Бленвіль
- Тьеррі (1175 — після 1225), сеньйор д'Отін'ї
- Генріх, сеньйор де Байон,
- Агата (д/н—1242), абатиса монатсиря Ремірмон
- Юдит (д/н — до 1224), дружина графа Генріх II фон Зальма
- Гедвіга (д/н — після 1228), дружина графа Генріха I фон Цвайбрюкен
- Кунігунда, дружина Вальрама III, герцог Лімбурга
- донька (д/н — після 1198), абатиса монастиря Етанш